# Chromatallergie
Die Chromatallergie, auch Maurerkrätze oder Zementkrätze, ist eine allergische Hautreaktion, die bei dermalem Kontakt mit chemischen Verbindungen aus der Gruppe der Chromate auftritt. Diese Ausprägungsform einer Allergie zählt zu den allergischen Kontaktekzemen. Bei Allergietests in Hautkliniken zählen Chromate mit 4–10 % positiver Reaktion zu den häufigsten Kontaktallergenen in Deutschland.

## Ursachen
Häufigste Auslöser von Chromatallergien sind zementhaltige Baustoffe, die jährlich mit einer Fallzahl von etwa 400 in Deutschland auftreten. Ferner sind Chromate oft auch in Holz- und Korrosionsschutzmitteln, Schmierstoffen, Lederartikeln und Kosmetika vorhanden. Auch Arbeiter in der Galvanotechnik zeigen erhöhte Fallzahlen.

## Symptome und weitere Gefahren
Die Symptome einer Chromatallergie sind zunächst diffuse erythematöse Hautrötungen, die schnell in Geschwüre mit Juckreiz sowie schmerzhafte Hautrisse übergehen können. Bei längerem Kontakt mit toxischen Chromaten besteht weiterhin die Gefahr der Schädigung der Nieren (Nephritis). Bei vorhandener Chromatallergie ist die Haut oft sehr lichtempfindlich, und es können Kreuzreaktionen mit anderen Metallen auftreten, speziell mit Nickel und Cobalt.

## Prophylaxe
Durch Beimischung von Eisen- und Zinnverbindungen wie Eisensulfat und Zinnsulfat in Baustoffe kann durch Reduktion der wasserlöslichen Chrom(VI)-Verbindungen ein Einwirken der Chromate auf die Haut verhindert und somit die allergische Reaktion abgewendet werden. Allerdings kann diese Schutzwirkung bei zu langer Lagerung aufgehoben werden, so dass selbst als chromatarm bezeichnete Baustoffe die Allergie auslösen können.